# Microstromatales
Die Microstromatales sind eine Gruppe der Brandpilze (Ustilaginomycotina) und wie die meisten Brandpilze Pflanzenparasiten.

## Merkmale und Lebensweise
Die Vertreter dieser Ordnung sind gegenüber den anderen Ordnungen durch lokale Interaktionszonen mit dem Wirt ohne Interaktionsapparat charakterisiert. Sie bilden keine Teliosporen. Die Basidien wachsen durch die Stomata der Wirte ins Freie und entlassen ihre Sporen an der Blattoberfläche.
Die Microstromatales besitzen einfache Septalporen.

## Systematik
Die Microstromatales gehören zu den Exobasidiomycetes. Nach Begerow et al. (2006) stellen sie das Schwestertaxon der Malasseziales dar und werden wie folgt untergliedert:
- Microstromataceae
  - Microstroma
  - Rhodotorula bacarum (Anamorphe)
  - Rhodotorula phylloplana (Anamorphe)
  - Sympodiomycopsis (Anamorphe)
- Quambalariaceae besitzen einen einfachen Doliporus.
  - Quambalaria (möglicherweise Anamorphe)
- Volvocisporiaceae besitzen stark septierte Basidiosporen
  - Volvocisporium

## Belege
- Robert Bauer, Franz Oberwinkler, Kálmán Vánky: Ultrastructural markers and systematics in smut fungi and allied taxa. Canadian Journal of Botany, Band 75, 1997, S. 1273–1314.
- Dominik Begerow, Matthias Stoll, Robert Bauer: A phylogenetic hypothesis of Ustilaginomycotina based on multiple gene analyses and morphological data. Mycologia, Band 98, 2006, S. 906–916. doi:10.3852/mycologia.98.6.906